# Єсенє (Литія)
Єсенє (словен. Jesenje) — поселення в общині Литія, Осреднєсловенський регіон, Словенія. Висота над рівнем моря: 409 м.